# 藥物過量
藥物過量（英語：Overdose，簡稱）是指因個人或經他人蓄意、無意或誤認下，攝取或服用超過醫師指示用藥量、或超過建議用藥量、或超過常規用藥量，而產生中毒或導致死亡的情況。惟因對藥物的感受性是因人而異，故各人因藥物過量產生中毒的機會也有所不同，個人也會隨年齡、健康狀況、使用藥品方式而有差別。

## 差異
- 服用藥物與服毒不同，縱然有些毒物在一定劑量下對人體無害或無直接影響，惟藥物在安全劑量下是用以治病，故只有「藥物過量」而無「毒物過量」用詞[6]。
- 吸毒是指濫用特定藥物，同樣會有過量的可能，過量濫用毒品又稱之為吸毒過量[6]。
- 使用非法藥物，面對成分不明、純度不精、易成癮、易對人體生理造成長期損害等風險，過量使用非法藥物更會造成永久損害或致死[7]。

## 成因

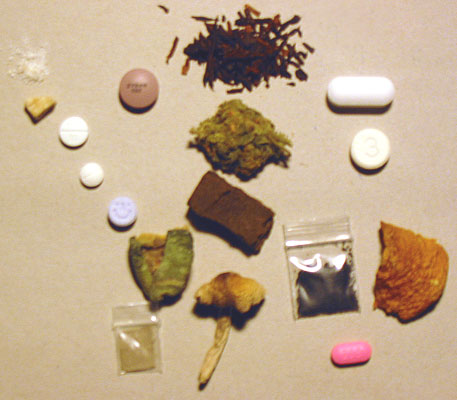
各種精神藥物

- 誤食：誤食過量藥物常見於嬰幼兒與老年人，年幼者出於好奇或模仿而吞食藥物[8]，年長者多因誤信偏方或錯認而不當使用藥物，發生藥物過量意外[9]。
- 自殘：部份人格障礙、情感障礙與發展障礙患者，或因服用藥物的副作用引起情緒不穩或自殘行為，又或其他原因而有自殘或自殺傾向者，會選擇食用大量藥物自殘[10]。
- 濫用：吸毒者或其他有藥物濫用傾向者，常因預期藥物會達到一定效果，會逐漸增加用藥量，直到發生藥物過量情況[11]。
- 過失或蓄意傷害：在不知情或受逼迫情況下使用了他人所提供的過量藥物。
- 混合用藥：於常規使用並不會有過量危險的藥物，當合併使用其他藥物、保健品、酒類飲品或其他物質，而產生藥物過量的情況[12]。

## 徵候與症狀

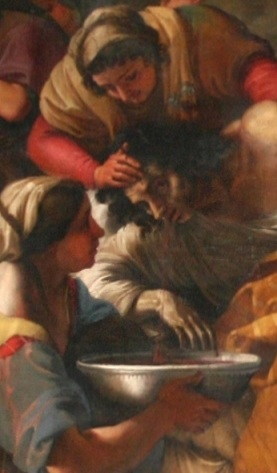
1681年畫作《馬可·斯巴朗羅的奇蹟》中描寫嘔吐情境的局部

藥物過量引起的症狀，常見的有：惡心、嘔吐、腹痛、腹瀉、頭暈、失去平衡、動作不協調、癲癇發作、思維困難、判斷失誤、昏昏欲睡、意識模糊、回話遲緩、語意不清、產生幻覺、眼神不安、呼吸困難、內出血、瞳孔大小異常、脈搏變化、嗜睡、昏迷等。
藥物過量所發生的徵候與症狀，取決於所暴露的藥物成份或毒素，醫學上被分類成不同的中毒症候群，用以協助確認是何種藥物或毒素所引起。
藥物過量中毒症候群整理如下：
|                | 血壓 | 心率 | 呼吸速率 | 體溫 | 瞳孔 | 腸蠕動音 | 發汗 |
| -------------- | ---- | ---- | -------- | ---- | ---- | -------- | ---- |
| 抗膽鹼藥       | -    | 上昇 | -        | 上昇 | 擴大 | 下降     | 減少 |
| 膽鹼藥         | -    | -    | 不變     | 不變 | 不變 | 上昇     | 增加 |
| 鴉片類藥物     | 下降 | 下降 | 下降     | 下降 | 縮小 | 下降     | 減少 |
| 擬交感神經藥   | 上昇 | 上昇 | 上昇     | 上昇 | 擴大 | 上昇     | 增加 |
| 鎮靜劑／安眠藥 | 下降 | 下降 | 下降     | 下降 | -    | 下降     | 減少 |

## 分類
依世界衛生組織國際疾病傷害及死因分類標準第十版（ICD-10）的分類方式，與藥物過量相關的疾病分類有：
- 第五章：精神和行為障礙
  - F10-F19[錨點失效]：使用精神活性物質引起的精神和行為障礙
    - F10：酒精引起
    - F11：鴉片引起
    - F12：大麻素引起
    - F13：鎮靜劑／安眠藥引起
    - F14：可卡因引起
    - F15：其他興奮劑包含咖啡因引起
    - F16：致幻劑引起
    - F17：菸草引起
    - F18：溶劑引起
    - F19：混合藥物與其他精神藥物引起
- 第十九章：損傷、中毒和因外因導到的其他後果
  - T36-T50：藥物、藥劑和生物製品中毒
    - T36：全身性抗生素中毒
    - T37：其他全身性抗感染藥與抗寄生蟲藥中毒
    - T38：激素及其合成代用品與拮抗劑中毒，不可歸類在他處者
    - T39：非類鸦片鎮痛藥、退燒藥和抗風濕藥中毒
    - T40：麻醉劑和致幻劑中毒
    - T41：麻醉藥和治療性氣體中毒
    - T42：鎮癲癇藥、鎮靜劑／安眠藥和抗帕金森氏症藥中毒
    - T43：精神藥物中毒，不可歸類在他處者
    - T44：主要影響自主神經系统藥物中毒
    - T45：主要為全身性和血液學的製劑中毒，不可歸類在他處者
    - T46：主要影響心血管系統的製劑中毒
    - T47：主要影響消化系統的製劑中毒
    - T48：主要作用於平滑肌和骨骼肌及呼吸系統的製劑中毒
    - T49：主要影響皮膚和粘膜的局部製劑及眼科、耳鼻喉科和牙科的藥物中毒
    - T50：利尿劑和其他及未特指的藥物、藥劑和生物製品中毒

## 診斷與處置
要確認患者使用了那些藥物、食物或其他物質，最直接的方式是詢問患者，當患者無法或不願意告之時，從陪同親友所提供的資訊，可能會有所幫助。
藥物過量的症狀呈現可能是複雜的，會導致各種生理影響，混合藥物更會混淆臨床表現，增加診斷的困難。臨床醫師必須能夠診斷和治療病人，以防止不必要的發病或死亡，然而治療「藥物過量」的處方用藥，往往會增加另外的風險，因此最好的是先進行觀察。
體檢與病歷通常足於作出診斷，尿液、血液、其他體液或組織的藥物檢驗，可判斷出攝取藥物的時間與成份，有助於診斷。

### 解毒劑
常見有毒藥物成分與對應的解毒劑列表：
| 有毒藥物                         | 有毒藥物   | 有毒藥物         | 有毒藥物                     | 解毒劑                 | 解毒劑     | 解毒劑           | 解毒劑                     |
| 中文學名                         | 拉丁文學名 | 別名             | 常見用途                     | 中文學名               | 拉丁文學名 | 別名             | 其他常見用途               |
| -------------------------------- | ---------- | ---------------- | ---------------------------- | ---------------------- | ---------- | ---------------- | -------------------------- |
| 對乙醯氨基酚                     |            | 撲熱息痛（Paracetamol）     | 退熱、止痛                   | 乙醯半胱氨酸           |            |                  | 化痰                       |
| 抗膽鹼藥                         |            | -                | 鎮靜、鬆馳肌肉、抗帕金森氏症 | 毒扁豆素               |            |                  | 縮瞳、降眼壓、抗重症肌無力 |
| 苯二氮平類藥物                   |            | -                | 鎮靜、安眠                   | 氟馬西尼               |            | -                | -                          |
| β受體阻滯藥                      |            |                  | 控制心率、降血壓             | 胰高血糖素             |            | -                | 升血糖                     |
| 肉毒桿菌毒素                     |            |                  | 抗面部痙攣、除皺             | 肉毒桿菌抗毒素         |            | -                | -                          |
| 鈣通道阻滯藥                     |            |                  | 降血壓                       | 鈣質                   |            | -                | 骨骼細胞營養所需           |
| 地高辛 （强心苷）                |            | 毛地黃（Digitalis）       | 強心、降心跳速率             | 地高辛免疫抗原片段結合 |            | -                | -                          |
| 肝素（抗凝血劑）                 | （）       | -                | 心臟手術                     | 硫酸魚精蛋白           |            | -                | 基因轉移                   |
| 鐵質                             |            | -                | 必須營養                     | 去鐵胺                 |            | -                | 抗血色沉著病               |
| 異菸肼                           |            | 異菸鹼酼肼（Isonicotinyl Hydrazine）、 | 抑結核桿菌                   | 吡哆醇                 |            | 維生素B6         | 胺基酸代謝所需             |
| 鴉片類藥物                       |            | -                | 鎮痛                         | 納洛酮                 |            | -                | -                          |
| 三環類抗抑鬱藥物                 |            |                  | 抗憂鬱劑                     | 碳酸氫鈉               |            | 小蘇打（Baking soda）       | 食物添加劑                 |
| 華法林（抗凝血劑）               | （）       | -                | 抗栓塞                       | 維生素K1               |            | 葉綠醌（Phylloquinone）       | 促進凝血                   |
| 佐匹克隆（引起正鐵血紅蛋白血症） | （）       | -                | 安眠                         | 亞甲藍                 |            | 亞甲藍氯化物（Methylthioninium Chloride） | 腎功能測定、尿道消毒       |

## 預防

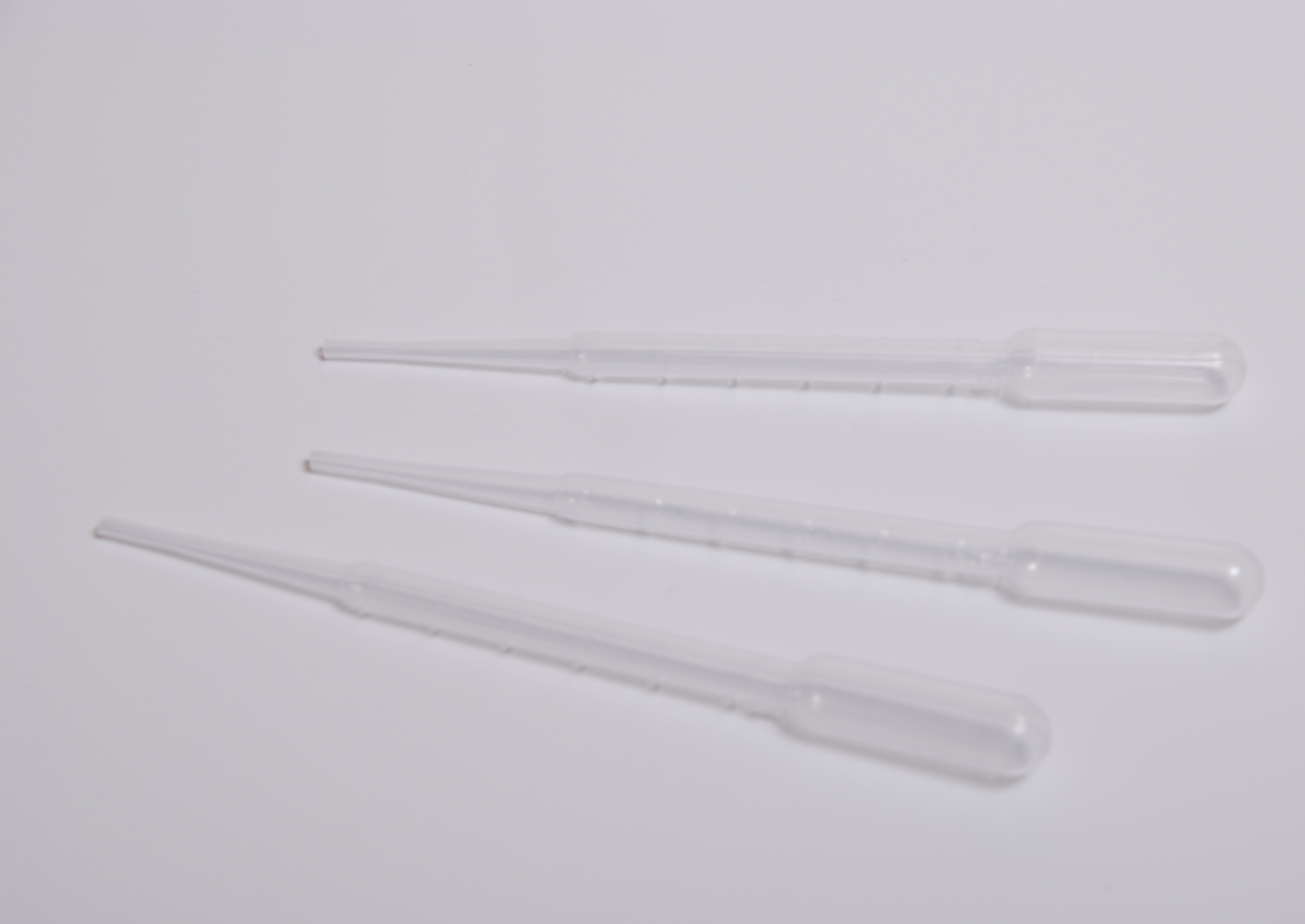
常見塑膠滴管

根據美國食品藥品監督管理局（FDA）的建議，在使用藥物時注意下列事項，可減少藥物過量的意外發生：
1. 始終依循藥品標籤所載使用指示，每一次使用前都要閱讀一次。
2. 了解原料藥，原料藥是藥品可以起作用的成分，其名稱通常會被列明在藥品標籤的頂端，對應不同症狀的各種藥品，可能擁有相同的原料藥，假設因為不同症狀（如感冒與頭痛）而要服用兩種或以上藥品，若有著相同的原料藥，就表示可能已服用超過原有劑量，有疑慮時最好詢問醫師、護理師或藥劑師。
3. 使用適當的藥品配方，就算是相同的廠牌，也會有不同效力的藥品，例如針對嬰兒、兒童或成人有不同的配方，相同的藥品，在使用指示上也可能會針對不同年齡或體重有所不同，使用適合的配方，依循藥品使用指示使用，除非經醫師指示，否則絕不使用超過藥品指示的用量。
4. 詢問醫師、護理師或藥劑師，何種混合用藥是可以的，何種卻是不對的，藥品、維生素、保健品、食品與飲品之間，也不全然是相安無事的。
5. 使用（液體）藥品附屬的乘藥器，如量杯或滴管，其他的用具如湯匙等，很可能會乘出錯誤的藥量，更絕不直接用藥瓶飲用。
6. 了解何謂湯匙（藥品指示常見）、何謂茶匙（藥品指示常見），1湯匙的容量（15），3倍於1茶匙（5）。
7. 了解清楚自己小孩的體重，有些藥品用量是與體重相關，千萬不要猜測自己小孩的體重，也不要用成人體重用藥量來推估小孩的用量，若藥品使用指示沒有列出自己小孩體重的用量，應去詢問醫藥專業建議。
8. 使用兒童安全瓶蓋以免中毒意外，每次使用後都要鎖好，特別注要含鐵藥物，那是幼兒中毒致死的首要成分。
9. 把藥品放置在安全的地方，有些可口、色彩鮮艷、可以咀嚼的藥物，孩童會以為那是糖果，把任何藥物與維生素放置在遠離孩童或寵物視線的地方，萬一小孩服用了過量的藥物，立即撥打緊急電話求救。
10. 使用藥物前再三檢查，對於任何藥物，這都是很好的對策。首先檢查包娤外觀，例如有沒有被割過、切片或滲漏；其次，若是在家裡，要詳閱標籤以確保對症下藥，以及瓶蓋或封裝沒有破損；三而檢查顏色、形狀、大小和氣味，如果發現任何異狀，詢問藥劑師或其他健康護理專業人員，確認無虞後才能使用。

## 急救

復原體位示意圖

依美國國立醫學圖書館建議，對藥物過量的急救步驟如下：
1. 檢查患者的呼吸道、呼吸和脈搏，如有必要，進行心肺復甦術。如果患者處於昏迷狀態，但仍有呼吸，要小心地把患者安置成復原體位。如果患者神智清楚，則協助患者鬆開衣服，保持正常體溫，給與安撫，盡量讓患者平靜，應防止患者服用更多的藥物，立即向緊急醫療單位請求援助。
2. 要注意患者的休克跡象，症狀有乏力、口唇發紺、指甲或皮膚濕冷、臉色蒼白、警覺性低下。
3. 如果患者有癲癇、痙攣等症狀，須立即給與急救。
4. 隨時監控患者的生命徵兆（脈搏、呼吸率、血壓），直至救護人員到達。
5. 盡量確認患者服用了哪些藥物和服用時間，保存任何可疑的藥瓶或其他藥物的容器，向緊急醫療人員提供這些資訊。

### 切記
- 「不要危及自身安全」，有些藥物可能會導致服用者有暴力或不可預知的行為，應先徵詢專業建議。
- 「不要以為服藥者是理性的」，也不要指望他們的行為是合理的。
- 「不要提出見解或評論」，給與幫助或急救時，不需要知道患者為何要服藥。

## 因藥物中毒致死的知名人士
- 羅霈穎（死於2020年)[21]，臺灣著名藝人

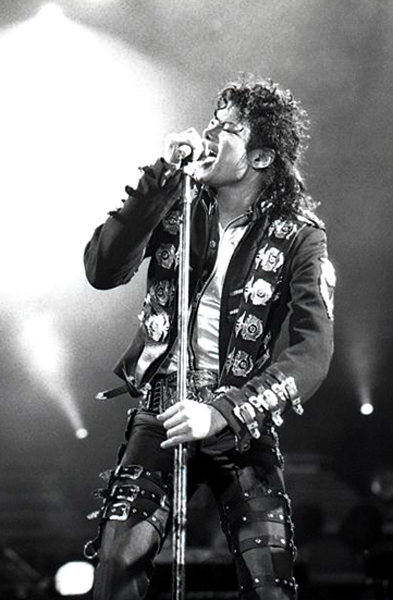
1988年6月，麥可·傑克森於奧地利維也納演唱會上。

- 朱斯·沃爾德（死於2019年），美國饒舌歌手。
- 麥克·米勒（死於2018年）[22]，美國饒舌歌手。
- 利爾·皮普（死於2017年）[23]，美國情绪嘻哈（英语：Emo hip hop）饒舌歌手。
- 何賽·費南德茲（死於2016年）[24]，美國職業棒球大聯盟邁阿密馬林魚隊先發投手，2013年獲得年度最佳運動員獎、年度最佳棒球員獎、入圍賽揚獎。
- 王子（死於2016年）[25]，美國著名創作歌手、音樂製作人，音樂風格多樣，開創了明尼阿波利斯之聲（英语：Minneapolis sound）風格，也曾以自創沒有讀音的字符為名。
- 菲力普·西蒙·霍夫曼（死於2014年）[26]，美國著名男演員，2006年奧斯卡最佳男主角獎得主。
- 科里·蒙蒂思（死於2013年），美國流行樂男歌手、男演員，以歡樂合唱團一劇成名。
- 惠妮·休斯頓（死於2012年）[27]，美國節奏藍調女歌手，有11首單曲登上告示牌單曲流行榜第一名。
- 艾美·懷絲（死於2011年）[28]，英國靈魂樂女歌手，2008年葛萊美獎最徍新人獎。
- 麥可·傑克森（死於2009年），美國流行樂男歌手、作曲家、舞蹈家，被譽為「流行音樂之王」。
- 希斯·萊傑（死於2008年），澳洲籍美國電影、電視劇男演員，曾以《黑暗騎士》一片同時獲選為第81屆奧斯卡金像獎、第66屆金球獎以及英國電影學院獎最佳男配角。
- 陳百強（死於1993年）[29]，香港流行樂男歌手、作曲家，為1980年代粵語流行音樂代表人之一。
- 尾崎豐（死於1992年），日本流行樂男歌手，有（意思是「十多歲人的教主」）稱號。
- 宁那·华纳·法斯宾德（死於1982年），德國電影導演、男演員，德國新浪潮代表人之一。
- 埃爾維斯·皮禮士利（死於1977年），美國搖滾樂男歌手，暱稱「貓王」。
- 林鳳（死於1976年）[30]，香港電影女演員，被稱為八牡丹中之黃牡丹。
- 李小龍（死於1973年），華裔香港、美國電影男演員、武術家，成功地把香港武打電影推廣到國際。
- 吉姆·莫里森（死於1971年），美國搖滾樂男歌手，門戶樂隊主唱。
- 茱蒂·嘉蘭（死於1969年），美國電影女演員、女歌手，著名作品有《綠野仙蹤》，獲選為美國電影學會20世紀AFI百年百大明星傳奇女演員第8名。
- 布萊恩·愛普斯坦（死於1967年），英國流行樂企業家，披頭四樂隊經理人。
- 桃樂絲·丹鐸（死於1965年），美國電影女演員，第一位入圍奧斯卡金像獎和第一个登上《生活雜誌》封面的非裔女星。
- 林黛（死於1964年）[31]，香港電影女演員，曾於1957、58、61、62年獲4屆亞洲影展女主角獎。
- 古魯·度特（死於1964年），印度電影男演員、導演，被讚譽為帶來印度語電影的黃金時期。
- 瑪麗蓮·夢露（死於1962年），美國電影女演員、模特兒，被譽為美國永遠的性感女神，獲選為美國電影學會20世紀AFI百年百大明星傳奇女演員第6名。
- 露西·莫德·蒙哥馬利（死於1942年），加拿大女性作家，著名作品有《清秀佳人》系列作品。
- 阮玲玉（死於1935年）[31]，中國默片電影女演員，留下「人言可畏」名句。
- 芥川龍之介（死於1927年），日本文學作家，芥川龍之介賞為記念他的文學創新精神。
- 格奥爾格·特拉克爾（死於1914年），奧地利詩人、藥劑師，德語表現主義代表詩人。
- 晉哀帝（死於365年），東晉的第六代皇帝。

## 延伸閱讀
- 中毒症候群（英语：Toxidrome）
- 藥物相關致死者名單（英语：List of drug-related deaths）
- 国际药物过量意识日